# E-マーク

e-マーク

e-マークの仕様

e-マーク（英語: Estimated sign、記号: ℮、Unicode: U+212E）は、ヨーロッパにおいて、製造時に包装される商品に付されることがある記号である。このマークは、包装がEU指令76/211/EECを満たしていることを表す。
この指令の範囲は、5g〜10kgまたは5mL〜10Lの名目量があらかじめ決められ、購入者のいないところで内容物が詰められ、包装を開けるか破くかしなければ内容量を変えられないパッケージに限定されている。
e-マークは、
- 一群のパッケージにおける内容量の平均値が、ラベルに表示されている名目量を下回らないこと
- 負誤差が許容値より大きいパッケージの割合が、法令で規定される公的な照合試験の要件を満たすほどに、パッケージ群について十分に小さいものであること
- 付されているいかなるパッケージについても、負誤差が許容値の2倍より大きいものがないこと（そのようなパッケージにはe-マークを付けられないため）

を示す。
負誤差の許容値は、名目量に応じ、9%（名目上5g以下または50mL以下のパッケージ）から1.5%（名目上1kg以上または1L以上のパッケージ）までの間で変化する。誤差の許容値は、名目量が増加するにつれて減少し、割合による誤差で定められている範囲と、固定値による誤差で定められている範囲（したがって、この範囲では、名目量の増加に従って、割合による誤差は減少する）とが交互に定められている。
e-マークは、図案化された小文字のeのような形をしており、形状はEU指令により厳密に定義されている。e-マークは、名目量と同時に見える領域に表示される必要がある。マークはUnicodeのU+212Eの符号位置に追加されている。
e-マークは、
- パッケージの内容量とパッケージのラベル表示が要件を満たしており、
- 包装する者が、各パッケージの内容物を測定するか、EU加盟国の権限ある部署によって認められた手続に従って製品検査を行うかのいずれかをしており、
- 包装する者が、同部署の定めるとおりに、その検査と補正・修正の結果を含む書類を必要に応じて示せるように保持している

場合に印刷することができる。

## 負誤差の許容値

絶対的許容値

相対的許容値

誤差の許容値は、名目量が増加するにつれて減少し、割合による誤差で定められている範囲と、量による誤差で定められている範囲が交互となっている。これらは、割合による誤差の段階的な減少の間に挿入されている。
e-マークは、一群のパッケージ中の内容物の平均量が、ラベルに記載されている名目量を下回らないことを示している。
| 名目量 （gまたはmL） | 負誤差の許容値 |
| -------------------- | -------------- |
| 00005〜50000         | 9%             |
| 00050〜10000         | 4.5gまたはmL   |
| 00100〜20000         | 4.5%           |
| 00200〜30000         | 9gまたはmL     |
| 00300〜50000         | 3%             |
| 00500〜10000         | 15gまたはmL    |
| 01000〜10000         | 1.5%           |
| 10000〜15000         | 150gまたはmL   |
| 15000〜00000         | 1%             |
表を使用する際、表中で割合によって示されており重量や体積の単位で計算される負誤差の許容値は、0.1g単位または0.1mL単位で切り上げられる。